# 용인 마북리 석불입상 및 석탑
용인 마북리 석불입상 및 석탑은 대한민국 경기도 용인시 기흥구 마북동에 있다. 2001년 4월 18일 용인시의 향토문화재 제52호로 지정되었다.